# Quadro de medalhas de saltos ornamentais na Universíada de Verão de 1970

## Quadro de medalhas
| Ordem | País                | Medalha de ouro | Medalha de prata | Medalha de bronze |   |
| ----- | ------------------- | --------------- | ---------------- | ----------------- | - |
| 1     | ITA Itália          | 2               |                  |                   | 2 |
| 2     | USA Estados Unidos  | 1               | 4                | 1                 | 6 |
| 4     | URS União Soviética | 1               |                  | 1                 | 3 |
| 5     | POL Polônia         |                 |                  | 2                 | 2 |